# Тензор

Тензор механического напряжения может быть представлен как матрица, столбцами которой являются силы, действующие на грани куба

Те́нзор (от лат. tensus, «напряжённый») — применяемый в математике и физике математический объект линейной алгебры, заданный на векторном пространстве конечной размерности. В физике в качестве векторного пространства обычно выступает физическое трёхмерное пространство или четырёхмерное пространство-время, а компонентами тензора являются координаты (проекции) взаимосвязанных физических величин. Использование тензоров в физике позволяет глубже понять физические законы и уравнения, упростить их запись за счёт сведения многих связанных физических величин в один тензор, а также записывать уравнения в форме, не зависящей от выбранной системы отсчёта.
Тензор ранга (валентности) {\displaystyle q}, заданный на векторном пространстве {\displaystyle V} размерности {\displaystyle n}, в каждом конкретном его базисе можно представить как упорядоченный набор {\displaystyle n^{q}} компонент, значения которых в общем случае (кроме ранга 0) зависят от базиса определенным образом. При этом сам тензор, как алгебраический и геометрический объект от базиса не зависит — одному и тому же тензору соответствуют разные наборы «координат» в разных базисах. Компоненты тензора при фиксированном базисе {\displaystyle V} можно структурировать в виде {\displaystyle q}-мерной таблицы {\displaystyle n\times n\times \cdots \times n}. При ранге 0 таблица представляет собой одно число (скаляр), при ранге 1 — упорядоченный набор (вектор-столбец или вектор-строка), при ранге 2 — квадратную матрицу, при ранге 3 — трёхмерный куб и т. д. В общем случае визуальное представление для больших рангов затруднительно.
«Тип» тензора определяется не просто общим рангом, а парой натуральных чисел {\displaystyle (s,r)}, где {\displaystyle s} — контравариантный, а {\displaystyle r} — ковариантный  ранг (и говорят {\displaystyle s} раз контравариантный и {\displaystyle r} раз ковариантный тензор), сумма которых и равна общему рангу: {\displaystyle q=s+r} . Тип тензора определяет характер изменения компонент при смене базиса пространства.
По существу тензоры типа {\displaystyle (s,r)} — это векторы пространства размерности {\displaystyle n^{s+r}}, обозначаемого {\displaystyle \otimes _{r}^{s}V} или {\displaystyle T_{r}^{s}(V)}, полилинейно связанного с {\displaystyle V}, а компоненты тензора - это координаты этого вектора в {\displaystyle \otimes _{r}^{s}V} в базисе, «привязанном» к базису пространства {\displaystyle V}. Именно полилинейная связь между {\displaystyle V} и {\displaystyle \otimes _{r}^{s}V} позволяет идентифицировать векторы из {\displaystyle \otimes _{r}^{s}V} как тензоры на {\displaystyle V}, так как при замене базиса в {\displaystyle V} также меняется базис в {\displaystyle \otimes _{r}^{s}V} и координаты тензора как вектора этого пространства. Поэтому говорят о координатном представлении тензора в базисе пространства {\displaystyle V}.
Тензоры типа {\displaystyle (0,0)} – это скаляры поля, над которым задано пространство {\displaystyle V}. Скаляры не изменяются (инвариантны) при смене базиса. Тензоры типа {\displaystyle (1,0)} — это векторы пространства {\displaystyle V}, {\displaystyle (0,1)} — линейные функционалы (ковекторы) на {\displaystyle V}, образующие сопряжённое пространство {\displaystyle V^{*}} той же размерности. Тензоры 2 ранга — это тензоры типа {\displaystyle (0,2)} (билинейные формы), {\displaystyle (1,1)} (линейные операторы или аффиноры) и {\displaystyle (2,0)} (диады).
Компоненты тензора типа {\displaystyle (s,r)} записываются с помощью {\displaystyle s} верхних (контравариантных) и {\displaystyle r} нижних (ковариантных) индексов: {\displaystyle T_{j_{1}j_{2}\dots j_{r}}^{i_{1}i_{2}\dots i_{s}}}. Например, векторы в тензорном обозначении записываются с одним верхним индексом {\displaystyle x^{i}}, линейные операторы — с нижним и верхним индексами: {\displaystyle a_{j}^{i}}, билинейные формы (дважды ковариантные тензоры) — с двумя нижними индексами {\displaystyle F_{ij}}. Тензор типа {\displaystyle (1,3)} (например, тензор кривизны Римана) будет записан как {\displaystyle R_{jkl}^{i}}.
В приложениях часто применяются тензорные поля, которые сопоставляют различным точкам пространства разные тензоры (например, тензор напряжений внутри объекта). Тем не менее, часто их упрощённо тоже называют тензорами.
Тензоры были популяризованы в 1900 году Туллио Леви-Чивита и Грегорио Риччи-Курбастро, которые продолжили более ранние работы Бернхарда Римана и Элвина Бруно Кристоффеля. Слово «тензор» придумал немецкий физик В. Фогт в 1898 году. Понятие возникло в связи с вопросом, какие напряжения возникают в неровном (произвольной формы) теле, к которому прикладывается линейная сила; ответ потребовал введения сложного математического объекта для каждой рассматриваемой точки неровного тела — некоего набора величин, не меняющихся при изменении точки отсчёта.

## Предварительные сведения

### Правило Эйнштейна
Здесь и далее по тексту статьи в основном будет использоваться общепринятое соглашение — так называемое правило Эйнштейна, в соответствии с которым, если в записи присутствуют верхний и нижний индексы, обозначенные одинаковой буквой (так называемый «немой» индекс), то по нему предполагается суммирование. Например, запись {\displaystyle x^{i}e_{i}} означает то же, что и {\displaystyle \sum _{i=1}^{n}x^{i}e_{i}}. Это позволяет упростить записи формул за счёт того, что не указываются знаки суммирования. По индексам, обозначенным разными буквами, суммирования не предполагается. Немой индекс в результате «исчезает», а остальные индексы остаются, например: {\displaystyle y^{j}=c_{i}^{j}x^{i}=\sum _{i=1}^{n}c_{i}^{j}x^{i}} или {\displaystyle a_{i}^{j}=b_{k}^{j}c_{i}^{k}=\sum _{k=1}^{n}b_{k}^{j}c_{i}^{k}}. См. также подраздел настоящей статьи, посвящённый операции свёртки.

### Контравариантность векторов
Пусть набор векторов {\displaystyle \{e_{i}\}=(e_{1},e_{2},...,e_{n})} является базисом в векторном пространстве {\displaystyle V}. Тогда любой вектор {\displaystyle x} этого пространства в данном базисе представляется как линейная комбинация базисных векторов: {\displaystyle x=x^{i}e_{i}}. Набор (упорядоченный) чисел {\displaystyle \{x^{i}\}=(x^{1},x^{2},...,x^{n})^{T}} (вектор-столбец) называют координатами или компонентами вектора в данном базисе или координатным представлением вектора.
Рассмотрим другой набор векторов {\displaystyle \{e'_{i}\}=(e'_{1},e'_{2},...,e'_{n})}, также являющийся базисом. Каждый из векторов нового базиса может быть представлен в «старом» базисе (как и любой вектор): {\displaystyle e'_{i}=e_{i'}=c_{i'}^{i}e_{i}}, то есть координатами {\displaystyle (c_{i'}^{1},c_{i'}^{2},...,c_{i'}^{n})^{T}}. Соответственно, матрица {\displaystyle C=\{c_{i'}^{i}\}}, столбцы которой представляют координаты нового базиса в старом — это матрица преобразования старого базиса в новый. Обратная матрица {\displaystyle C^{-1}=\{c_{i}^{i'}\}} позволяет получить старый базис из нового. Кроме этого, именно с помощью обратной матрицы можно получить координатное представление произвольного вектора в новом базисе. В самом деле, {\displaystyle x=x^{i}e_{i}=x^{i}c_{i}^{i'}e_{i'}=(x^{i}c_{i}^{i'})e'_{i}}, то есть новые координаты (в новом базисе) равны {\displaystyle x^{i'}=x^{i}c_{i}^{i'}} (в матрично-векторной форме это записывается как {\displaystyle x'=C^{-1}x}). То есть координаты вектора преобразовываются обратно базису. Это свойство преобразования координат называется контравариантность.

### Ковариантность линейных функционалов
Если координаты какого-либо объекта будут преобразовываться как базис, то есть с помощью матрицы преобразования базиса, то это называется ковариантность. Примером ковариантного объекта являются так называемые ковекторы  — линейные функционалы (линейные формы) на пространстве {\displaystyle V}. В силу линейности множество всех таких функционалов также образует векторное пространство {\displaystyle V^{*}}, называемое сопряжённым к {\displaystyle V} и имеющее ту же размерность, что и {\displaystyle V}. Таким образом, линейные функционалы (формы) — это векторы сопряжённого пространства. Ковекторами (ковариантными тензорами ранга 1) они становятся в силу привязки к основному пространству {\displaystyle V}, а именно специфическим выбором базиса сопряжённого пространства, однозначно определяемого базисом пространства {\displaystyle V}. В заданном базисе пространства {\displaystyle V} произвольная линейная форма равна {\displaystyle f(x)=f(x^{i}e_{i})=f(e_{i})x^{i}=f_{i}x^{i}}. Координаты вектора {\displaystyle x^{i}} можно трактовать как тоже линейные функции, которые ставят в соответствие каждому вектору — его соответствующую координату: {\displaystyle x^{i}=e^{i}(x)}. Эти линейные функционалы являются базисом в сопряжённом пространстве и называются дуальным (или двойственным) базисом (к базису основного пространства). Соответственно, произвольная линейная форма представляется в виде: {\displaystyle f(x)=f_{i}e^{i}}, то есть тоже как набор координат {\displaystyle (f_{1},f_{2},...,f_{n})} (они записываются как вектор-строка, в отличие от вектора-столбца координат векторов основного пространства).
В новом базисе имеем: {\displaystyle f(x)=f(x^{i'}e_{i'})=f(e_{i'})x^{i'}=f(c_{i'}^{i}e_{i})e^{i'}(x)=f(e_{i})c_{i'}^{i}e^{i'}=(f_{i}c_{i'}^{i})e^{i'}=f_{i'}e^{i'}}, где {\displaystyle f_{i'}=f_{i}c_{i'}^{i}} — координаты линейной формы в новом дуальном базисе {\displaystyle \{e^{i'}(x)\}}. Они преобразуются с помощью той же матрицы {\displaystyle C=\{c_{i'}^{i}\}} перехода от старого базиса пространства {\displaystyle V} к новому {\displaystyle f'=fC}. Это можно пояснить и без формул: линейный функционал — вектор в пространстве {\displaystyle V^{*}}, поэтому при смене базиса в нём, его координаты меняются обратно своему базису, но этот дуальный базис меняется в свою очередь обратно изменению базиса в пространстве {\displaystyle V} (так как это координаты векторов по сути). В итоге координаты линейной функции преобразовываются так же, как и базис основного пространства. Поэтому они называются ковекторами по отношению к основному пространству.

### Замечания
1. В случае ортонормированных базисов обратная матрица преобразования базиса равна просто транспонированной: {\displaystyle C^{T}=C^{-1}}, поэтому {\displaystyle (fC)^{T}=C^{T}f^{T}=C^{-1}f^{T}}, то есть, если координаты линейной формы записать не в виде вектор-строки, а в виде вектора-столбца, то правило преобразования координат линейной формы не будет отличаться от правила преобразования вектора. Таким образом, при переходах между ортонормированными базисами (повороты или изменения ориентации базиса) ковариантное преобразование не отличается от контравариантного.
2. В пространствах с (псевдо)скалярным произведением пространство {\displaystyle V^{*}} канонически изоморфно пространству {\displaystyle V}, то есть их можно отождествить (каждый линейный функционал представляется в виде скалярного произведения фиксированного вектора {\displaystyle a\in V} на вектор-аргумент функции {\displaystyle x\in V}, то есть {\displaystyle f(x)=(a,x)}, соответственно, между a и f имеется взаимно однозначное соответствие). Поэтому вектор и ковектор по существу можно считать одним объектом. В связи с этим считается, что один и тот же вектор (в общем случае и тензор) можно просто представить как в контравариантных координатах, так и в ковариантных. Так часто поступают, например, в физике, где тензоры обычно рассматриваются либо в геометрическом трёхмерном пространстве, либо в четырёхмерном пространстве-времени.

### Примеры пересчёта координат при замене базиса
Рассмотрим некоторый вектор {\displaystyle v} в некотором двумерном евклидовом пространстве (евклидова плоскость), который на рисунке справа изображён в виде направленной стрелки зелёного цвета. В некотором базисе (на рисунке он обозначен красным) на плоскости, состоящем из векторов {\displaystyle {\color {red}e_{1}}={\begin{pmatrix}1\\0\end{pmatrix}}} и {\displaystyle {\color {red}e_{2}}={\begin{pmatrix}0\\1\end{pmatrix}}}, этот вектор имеет координаты {\displaystyle {\begin{pmatrix}1\\2\end{pmatrix}}}, то есть {\displaystyle {\color {limegreen}v}={\color {red}e_{1}}+2\color {red}e_{2}} (сам вектор {\displaystyle v} не зависит от выбора базиса и задаётся независимо от него).
Теперь введём новый базис {\displaystyle \color {blue}f_{1}}, {\displaystyle \color {blue}f_{2}}, получаемый из первого поворотом на {\displaystyle 45^{\circ }} в положительном направлении. Разложим векторы {\displaystyle \color {blue}f_{1}}, {\displaystyle \color {blue}f_{2}}, по базису {\displaystyle \color {red}e_{1}}, {\displaystyle \color {red}e_{2}} и обозначим через {\displaystyle c_{i}^{j}} {\displaystyle j}-ю координату вектора {\displaystyle \color {blue}f_{i}}, тогда
{\displaystyle {\color {blue}f_{i}}=c_{i}^{1}{\color {red}e_{1}}+c_{i}^{2}{\color {red}e_{2}}=c_{i}^{j}{\color {red}e_{j}},\quad i=1,2,}
Очевидно {\displaystyle {\color {blue}f_{1}}={\begin{pmatrix}{\frac {1}{\sqrt {2}}}\\{\frac {1}{\sqrt {2}}}\end{pmatrix}}}, {\displaystyle {\color {blue}f_{2}}={\begin{pmatrix}-{\frac {1}{\sqrt {2}}}\\{\frac {1}{\sqrt {2}}}\end{pmatrix}}}. Соответственно, матрица перехода {\displaystyle (c_{i}^{j})} от базиса {\displaystyle \color {red}e_{1}}, {\displaystyle \color {red}e_{2}} к базису {\displaystyle \color {blue}f_{1}}, {\displaystyle \color {blue}f_{2}} имеет вид {\displaystyle C=\{c_{i}^{j}\}={\begin{pmatrix}{\frac {1}{\sqrt {2}}}&-{\frac {1}{\sqrt {2}}}\\{\frac {1}{\sqrt {2}}}&{\frac {1}{\sqrt {2}}}\end{pmatrix}}}.
Поскольку {\displaystyle {\color {limegreen}v}={\tilde {v}}^{i}{\color {blue}f_{i}}={\tilde {v}}^{i}c_{i}^{j}{\color {red}e_{j}}=v^{j}{\color {red}e_{j}}}, то старые координаты с новыми связаны как {\displaystyle v^{j}=c_{i}^{j}{\tilde {v}}^{i}} или в матричной форме {\displaystyle v=C{\tilde {v}}}, соответственно обратная зависимость координат в новом базисе от координат в старом выглядит в тензорной записи как {\displaystyle {\tilde {v}}^{i}=c_{j}^{i}v^{j}}, а в матричной как {\displaystyle {\tilde {v}}=C^{-1}v}. Обратную к матрицу легко найти в данном случае: {\displaystyle C^{-1}=C^{T}=\{c_{j}^{i}\}={\begin{pmatrix}{\frac {1}{\sqrt {2}}}&{\frac {1}{\sqrt {2}}}\\-{\frac {1}{\sqrt {2}}}&{\frac {1}{\sqrt {2}}}\end{pmatrix}}}. Соответственно, координаты вектора в новом базисе равны
{\displaystyle {\tilde {v}}={\begin{pmatrix}{\frac {1}{\sqrt {2}}}&{\frac {1}{\sqrt {2}}}\\-{\frac {1}{\sqrt {2}}}&{\frac {1}{\sqrt {2}}}\end{pmatrix}}{\begin{pmatrix}1\\2\end{pmatrix}}={\begin{pmatrix}{\frac {3}{\sqrt {2}}}\\{\frac {1}{\sqrt {2}}}\end{pmatrix}}={\begin{pmatrix}{\frac {3{\sqrt {2}}}{2}}\\{\frac {\sqrt {2}}{2}}\end{pmatrix}}}
Видно, что, координаты вектора в новом базисе, действительно, отличаются от координат в старом базисе (что было видно уже по рисунку), при этом сам вектор {\displaystyle \color {limegreen}v}, как элемент пространства, никак не зависит от выбора базиса (геометрически зелёная стрелка не изменилась никак).
Линейные функционалы являются ковекторами (ковариантными тензорами 1 ранга), поэтому при смене базиса их координаты преобразуются так же, как и базис (с помощью той же матрицы). Для примера рассмотрим то же двумерное евклидово пространство с тем же первоначальным красным базисом и зелёным вектором.
Пусть в этом базисе (точнее, в дуальном к нему) некоторый линейный функционал {\displaystyle \varphi (x)} имеет координаты {\displaystyle (1,1)} (можно показать, что такой функционал находит проекцию на направление вектора {\displaystyle (1,1)} и умножает её на {\displaystyle {\sqrt {2}}}. Например, для зелёного вектора {\displaystyle v} из рисунка {\displaystyle {\begin{pmatrix}1\\2\end{pmatrix}}} значение функционала равно {\displaystyle 1+2=3}. Значение функционала не должно зависеть от базиса. Покажем это на примере нового базиса, в котором ось {\displaystyle x} получается поворотом на 45 градусов против часовой стрелки, а ось {\displaystyle y} оставлена неизменной. Матрица преобразования базиса будет иметь вид: {\displaystyle C=\{c_{i}^{j}\}={\begin{pmatrix}{\frac {1}{\sqrt {2}}}&0\\{\frac {1}{\sqrt {2}}}&1\end{pmatrix}}}, а новые координаты линейного функционала будут равны {\displaystyle \varphi =(1,1){\begin{pmatrix}{\frac {1}{\sqrt {2}}}&0\\{\frac {1}{\sqrt {2}}}&1\end{pmatrix}}=({\frac {2}{\sqrt {2}}},1)}. Обратная матрица преобразования базиса равна {\displaystyle C^{-1}={\begin{pmatrix}{\sqrt {2}}&0\\-1&1\end{pmatrix}}}. С её помощью найдём координаты вектора {\displaystyle v} в новом базисе {\displaystyle v={\begin{pmatrix}{\sqrt {2}}&0\\-1&1\end{pmatrix}}{\begin{pmatrix}1\\2\end{pmatrix}}={\begin{pmatrix}{\sqrt {2}}\\1\end{pmatrix}}}. Соответственно, значение линейного функционала от вектора в новом базисе будет равно: {\displaystyle ({\frac {2}{\sqrt {2}}},1){\begin{pmatrix}{\sqrt {2}}\\1\end{pmatrix}}=3}, то есть получили то же значение, что и в первоначальном базисе.
Значение линейного функционала не зависит от выбранного базиса, а зависит только от аргумента-вектора, который тоже от базиса не зависит, тем не менее в координатной записи и вектор и ковектор зависят от базиса.

## Определения
Существует несколько по существу эквивалентных определений тензоров. Их эквивалентность связана с тем, что между множествами объектов (включая и тензорные операции и отношения между ними), порождаемых этими определениями, можно установить взаимно-однозначное соответствие (говорят пространства этих объектов изоморфны друг другу).

### Тензор как набор компонент (многоиндексный объект)

#### Общее определение. Правило преобразования координат
Тензором типа {\displaystyle (_{r}^{s})} на векторном пространстве {\displaystyle V} (размерности {\displaystyle n}) называется объект, задаваемый в произвольном базисе {\displaystyle \{e_{i}\}} набором чисел {\displaystyle T_{j_{1}j_{2}\dots j_{r}}^{i_{1}i_{2}\dots i_{s}}} (каждый из индексов может принимать значения от 1 до {\displaystyle n}), которые при переходе к другому базису {\displaystyle \{e_{i}^{'}\}} изменяются по следующему закону (применяется правило Эйнштейна, то есть предполагается суммирование по всевозможным значениям индексов):
{\displaystyle T_{j'_{1}j'_{2}\dots j'_{r}}^{i'_{1}i'_{2}\dots i'_{s}}=T_{j_{1}j_{2}\dots j_{r}}^{i_{1}i_{2}\dots i_{s}}c_{i_{1}}^{i'_{1}}c_{i_{2}}^{i'_{2}}\dots c_{i_{s}}^{i'_{s}}c_{j'_{1}}^{j_{1}}c_{j'_{2}}^{j_{2}}\dots c_{j'_{r}}^{j_{r}}}
то есть {\displaystyle s} раз с помощью матрицы, обратной к матрице преобразования базиса, и {\displaystyle r} раз с помощью матрицы преобразования базиса. Другими словами, в рамках данного определения тензор — это массив компонент + закон преобразования компонент при замене базиса.
Число {\displaystyle s+r} называют валентностью или рангом тензора, {\displaystyle s} — контравариантной валентностью, {\displaystyle r} — ковариантной валентностью . Говорят также {\displaystyle s} раз контравариантный и {\displaystyle r} раз ковариантный тензор. Число компонент тензора (набор чисел, которым представляется тензор в данном базисе) равно {\displaystyle n^{s+r}}.
Соответственно, из этого определения следует, что вектор пространства {\displaystyle V} — это тензор типа {\displaystyle {\tbinom {1}{0}}}, а ковектор этого пространства — это тензор типа {\displaystyle {\tbinom {0}{1}}}. Для удобства считают, что тензор типа {\displaystyle {\tbinom {0}{0}}} — это само поле действительных чисел, то есть скаляры, не изменяющиеся при смене базиса.

#### Преобразования координат в частных случаях
Для вектора {\displaystyle x} пространства {\displaystyle V}, являющегося контравариантным тензором 1 ранга {\displaystyle x^{i}}, формула преобразования координат при смене базиса будет иметь вид{\displaystyle x^{i'}=x^{i}c_{i}^{i'}=c_{i}^{i'}x^{i}}, или в матричной форме: {\displaystyle \mathbf {x} '=C^{-1}\mathbf {x} }, где {\displaystyle \mathbf {x} ,\mathbf {x} '} — вектор-столбцы координат вектора x в старом базисе и новом базисе.
Для линейной формы {\displaystyle f(x)} — ковариантного тензора 1 ранга {\displaystyle f_{i}} формула преобразования координат будет иметь вид:{\displaystyle f'_{i}=f_{i'}=f_{i}c_{i'}^{i}}, или в матричной форме {\displaystyle \mathbf {f} '=\mathbf {f} C}, где {\displaystyle \mathbf {f} ,\mathbf {f} '} — вектор-строки координат линейной формы {\displaystyle f} в старом и новом базисе.
Для билинейной формы {\displaystyle B:V^{2}\rightarrow R} (дважды ковариантный тензор {\displaystyle B_{ij}}) формула преобразования координат имеет вид:
{\displaystyle B'_{ij}=B_{i'j'}=B_{ij}c_{i'}^{i}c_{j'}^{j}=c_{i'}^{i}B_{ij}c_{j'}^{j}=C^{T}BC}
Для линейного оператора {\displaystyle A:V\rightarrow V} (один раз ковариантный и один раз контравариантный тензор {\displaystyle A_{i}^{j}}) формула пересчёта координат имеет вид:
{\displaystyle A_{i'}^{j'}=A_{i}^{j}c_{i'}^{i}c_{j}^{j'}=c_{j}^{j'}A_{i}^{j}c_{i'}^{i}=C^{-1}AC}

#### Псевдотензоры
Псевдотензоры — алгебраические объекты, координаты которых преобразуются аналогично тензорам, за исключением смены ориентации базиса — в этом случае псевдотензоры меняют знак, в отличие от истинных тензоров. Формально это означает, что в законе преобразования координат необходимо добавить множитель, равный знаку определителя матрицы преобразования базиса: {\displaystyle \operatorname {sgn}(\det(C))}.
Частными случаями псевдотензоров являются псевдоскаляры и псевдовекторы. Пример псевдоскаляра — так называемый ориентированный объём. Пример псевдовектора — результат векторного произведения в трёхмерном пространстве, например вектор момента импульса. Псевдотензорами являются также символы Леви-Чивиты.

#### Многоиндексные объекты, не являющиеся тензорами
Любой набор чисел (например, матрица), при отсутствии или несоответствии закона их изменения при изменении базиса пространства тензорному закону преобразования координат, тензором не является. Не являются тензорами также многоиндексные объекты, которые хотя бы в одном базисе равны нулю (все координаты в этом базисе равны нулю).
Существуют объекты, которые похожи на тензоры (к ним применимы стандартные операции с тензорами, например, свёртка с векторами или другими тензорами), но закон преобразования которых при смене базиса не является тензорным. Классическим, но сложным примером таких объектов, являются символы Кристоффеля {\displaystyle \Gamma _{jk}^{i}}, обозначающие компоненты так называемой связности  (бесконечно малого параллельного переноса вектора вдоль кривой) в римановых многообразиях — их закон преобразования не является тензорным. Однако свёртка компонент связности с вектором даёт настоящий вектор, а их разность — настоящий тензор (тензор кручения). Символы Кристоффеля, как и любые коэффициенты связности на расслоении, являются элементами более сложного пространства, чем пространство тензоров — расслоения струй.
К тензорам не относятся также сами матрицы преобразования координат (матрицы Якоби), являющегося частным случаем диффеоморфизма между двумя многообразиями, с помощью которых и вводится классическое определение тензора, хотя по многим своим свойствам они напоминают тензор. Для них также можно ввести верхние и нижние индексы, операции умножения, сложения и свёртки. Однако, в отличие от тензора, компоненты которого зависят лишь от координат на заданном многообразии, компоненты матрицы Якоби также зависят от координат на многообразии-образе. Это различие очевидно в том случае, когда рассматриваются матрицы Якоби диффеоморфизма двух произвольных многообразий, однако при отображении многообразия в себя его можно не заметить, так как касательные пространства образа и прообраза изоморфны (не канонически). Тем не менее, оно сохраняется. Аналогию между матрицами Якоби и тензорами можно развить, если рассматривать произвольные векторные расслоения над многообразием и их произведения, а не только касательное и кокасательное расслоение.

### Тензор как полилинейная функция

#### Общее определение
Тензором типа {\displaystyle {\tbinom {s}{r}}} называется полилинейная функция (полилинейная форма) {\displaystyle T\colon (V^{*})^{s}\times V^{r}\to R}, то есть числовая функция от {\displaystyle s+r} аргументов следующего вида {\displaystyle T(f_{1},f_{2},...,f_{s},x_{1},x_{2},...,x_{r})}, где {\displaystyle f_{i}}-линейные функционалы на {\displaystyle V}, а {\displaystyle x_{j}} — векторы пространства {\displaystyle V}.
Координатами тензора в некотором базисе будут значения полилинейной функции на различных комбинациях базисных векторов: {\displaystyle T_{j_{1}j_{2}...j_{r}}^{i_{1}i_{2}...i_{s}}=T(e^{i_{1}},e^{i_{2}},...,e^{i_{s}},e_{j_{1}},e_{j_{2}},...,e_{j_{r}})}

#### Полилинейные функции на V как ковариантные тензоры
На пространстве {\displaystyle V} полилинейные функции — это числовые функции от нескольких аргументов-векторов этого пространства, линейные по каждому из аргументов: {\displaystyle f(v_{1},v_{2},...,v_{r})}. Линейность по каждому аргументу означает, эти функции можно рассматривать как линейные функционалы по каждому аргументу, если остальные аргументы фиксированы.
Полилинейные функции от {\displaystyle r} аргументов-векторов пространстве {\displaystyle V} являются тензорами типа {\displaystyle (_{r}^{0})}, то есть {\displaystyle r} раз ковариантными тензорами (частным случаем такого типа тензоров были ковекторы). В самом деле, если рассматривать такой тензор как функцию {\displaystyle T(v_{1},v_{2},...,v_{r})}, то при представлении каждого из векторов как линейной комбинации векторов базиса пространства в силу полилинейности функции получим:
{\displaystyle T(x_{1}^{i_{1}}e_{i_{1}},x_{2}^{i_{2}}e_{i_{2}},...,x_{r}^{i_{r}}e_{i_{r}})=x_{1}^{i_{1}}x_{2}^{i_{2}}...x_{r}^{i_{r}}T(e_{i_{1}},e_{i_{2}},...,e_{i_{r}})=T_{i_{1}i_{2}...i_{r}}x_{1}^{i_{1}}x_{2}^{i_{2}}...x_{r}^{i_{r}}}
где {\displaystyle T_{i_{1}i_{2}...i_{r}}} — координатное выражение полилинейной функции, а произведения {\displaystyle x_{1}^{i_{1}}x_{2}^{i_{2}}...x_{r}^{i_{r}}} — это дуальный базис пространства {\displaystyle (V^{*})^{r}}, сопряжённого к {\displaystyle (V)^{r}}. То есть полилинейные функции образуют векторное пространство, сопряжённое к {\displaystyle (V)^{r}}. При смене базиса в основном пространстве в сопряжённом базис меняется обратно, а векторы самого сопряжённого пространства (то есть в данном случае полилинейные функции) меняются обратно к своему базису, а значит, также как и базис основного пространства. Таким образом, полилинейные функции на пространстве {\displaystyle V} преобразуются ковариантно в координатном представлении и являются {\displaystyle r}-раз ковариантными тензорами.
Классический пример тензоров типа {\displaystyle {\tbinom {0}{2}}} (дважды ковариантный тензор) являются билинейные формы — числовые функции двух аргументов-векторов пространства {\displaystyle g(x,y)}, линейные по каждому из аргументов. В координатном представлении она записывается в виде матрицы {\displaystyle A} компонент — значений билинейной формы на парах базисных векторов. При смене базиса матрица билинейной формы преобразуются как {\displaystyle A'=C^{T}AC}, где С -матрица преобразования базиса.

#### Полилинейные функции наV∗{\displaystyle V^{*}}как контравариантные тензоры
Аналогично можно показать, что полилинейные функции на сопряжённом пространстве {\displaystyle (V^{*})^{s}} являются тензорами типа {\displaystyle (_{0}^{s})} в силу контравариантного характера преобразования координат.
Несколько сложнее в данном определении понять, что контравариантные тензоры типа {\displaystyle (_{0}^{1})} — векторы пространства {\displaystyle V}. Дело в том что линейные функционалы на пространстве {\displaystyle V^{*}} также образуют пространство, сопряжённое к {\displaystyle V^{*}} — второе сопряжённое пространство, обозначаемое {\displaystyle V^{**}}. Однако, можно показать, что для конечномерных векторных пространств второе сопряжённое пространство {\displaystyle V^{**}} канонически изоморфно исходному векторному пространству {\displaystyle V}, то есть пространства {\displaystyle V} и {\displaystyle V^{**}} можно отождествлять. Поэтому линейные функционалы на сопряжённом пространстве {\displaystyle V^{*}} можно отождествлять с векторами пространства {\displaystyle V}, соответственно это тензоры типа {\displaystyle (_{0}^{1})}

#### Полилинейные функции как линейные отображения
Аналогично можно показать, что закон преобразования полилинейных функций общего вида также соответствует тензорному.
Неочевидным из этого определения является то, что линейные операторы на {\displaystyle V} являются тензорами типа {\displaystyle (_{1}^{1})}. Тем не менее, если рассмотреть полилинейную функцию {\displaystyle T(f,x)}, где {\displaystyle x}-вектор пространства, а {\displaystyle f}-линейная функция (вектор сопряжённого пространства), то при фиксированном {\displaystyle x} такая функция есть просто линейный функционал на пространстве {\displaystyle V^{*}}, то есть элемент пространства {\displaystyle V^{**}}. Как уже отмечалось выше, это пространство тождественно исходному пространству {\displaystyle V}, а значит, этой функции при фиксированном {\displaystyle x} сопоставлен другой вектор {\displaystyle y} этого же пространства и при этом такое отображение линейно. Следовательно, полилинейные функции типа {\displaystyle T(f,x)} отождествляются с линейными операторами на {\displaystyle V}.
Рассуждая аналогично, можно показать, что линейные отображения {\displaystyle L:V^{r}\rightarrow V} являются тензорами типа {\displaystyle (_{r}^{1})} и более обобщённо — линейные отображения {\displaystyle L:V^{r}\rightarrow V^{s}} являются тензорами типа {\displaystyle (_{r}^{s})}.

### Тензор как элемент тензорного произведения векторных пространств

#### Общее определение
Тензор ранга {\displaystyle (s,r)} над {\displaystyle n}-мерным векторным пространством {\displaystyle V} — это элемент тензорного произведения {\displaystyle s} пространств {\displaystyle V} и {\displaystyle r} сопряжённых пространств {\displaystyle V^{*}} (то есть пространств линейных функционалов (ковекторов) на {\displaystyle V})
{\displaystyle \tau \in \underbrace {V\otimes \ldots \otimes V} _{s}\otimes \underbrace {V^{*}\otimes \ldots \otimes V^{*}} _{r}=\left(\bigotimes _{i=1}^{s}V\right)\otimes \left(\bigotimes _{i=1}^{r}V^{*}\right)=(\otimes ^{s}V)\otimes (\otimes ^{r}V^{*})=\otimes _{r}^{s}V=T_{r}^{s}(V).}

#### Пояснения по тензорному произведению
Данное определение считается современным, но требует предварительного пояснения непростого понятия тензорного произведения векторных пространств. Тензорное произведение векторных пространств — это векторное пространство {\displaystyle W}, которое связано с этими векторными пространствами посредством полилинейного отображения, то есть каждому элементу декартова (прямого) произведения векторных пространств поставлен в соответствие элемент пространства {\displaystyle W} и каждой полилинейной форме на этих векторных пространствах соответствует линейная форма в пространстве {\displaystyle W}.
Тензорное произведение векторов проще определить в координатном представлении: это вектор, координатами которого являются всевозможные произведения координат «умножаемых» векторов. Например, если «умножаются» два вектора x и y пространства {\displaystyle V} размерности {\displaystyle n}, то их тензорное произведение это вектор {\displaystyle z} размерности {\displaystyle n^{2}}, координаты которого равны числам {\displaystyle x^{i}y^{j}}, где индексы {\displaystyle i,j} пробегают все возможные значения от 1 до {\displaystyle n} (эти координаты удобно записать в виде квадратной матицы {\displaystyle n\times n}). В векторной форме получение этой матрицы-тензорного произведения запишется как {\displaystyle xy^{T}} или {\displaystyle yx^{T}} в зависимости от порядка умножения (не путать с {\displaystyle x^{T}y} или {\displaystyle y^{T}x} — в этих случаях получаются просто одно число). Тензорное произведение некоммутативно, то есть порядок перемножаемых векторов влияет на результат (набор чисел одинаковый, но как упорядоченные наборы чисел они отличаются). Собственно, тензорные произведения векторов являются некоторыми тензорами (перемножаемые векторы не зависят от базиса, а значит и тензорное произведение определено независимо от него, при этом любое изменение базиса меняет координатное представление и перемножаемых векторов и их произведения).

#### Координатное представление тензора
Выберем в пространстве {\displaystyle V} базис {\displaystyle \{\mathbf {e} _{1},\mathbf {e} _{2},\ldots ,\mathbf {e} _{n}\}}, и соответственно {\displaystyle \{\mathbf {f} ^{1},\mathbf {f} ^{2},\ldots ,\mathbf {f} ^{n}\}} — дуальный базис в сопряжённом пространстве {\displaystyle V^{*}} (то есть {\displaystyle (\mathbf {e} _{a}\cdot \mathbf {f} ^{b})=\delta _{a}^{b}}, где {\displaystyle \delta _{a}^{b}} — символ Кронекера).
Тогда в пространстве тензоров {\displaystyle \mathrm {T} _{r}^{s}(V)=\otimes _{r}^{s}V} естественным образом возникает базис
{\displaystyle \{\mathbf {e} _{i_{1}}\,\otimes \,\mathbf {e} _{i_{2}}\,\otimes \,\ldots \,\otimes \,\mathbf {e} _{i_{s}}\,\otimes \,\mathbf {f} ^{j_{1}}\,\otimes \,\mathbf {f} ^{j_{2}}\,\otimes \,\ldots \,\otimes \,\mathbf {f} ^{j_{r}}\},\quad 1\leqslant i_{a},j_{b}\leqslant n}.
Произвольный тензор {\displaystyle \tau \in \mathrm {T} _{r}^{s}(V)} можно записать как линейную комбинацию базисных тензорных произведений:
{\displaystyle \tau =\sum _{j_{1},j_{2},\ldots ,j_{r}}\sum _{i_{1},i_{2},\ldots ,i_{s}}{\tau _{j_{1},j_{2},\ldots ,j_{r}}^{i_{1},i_{2},\ldots ,i_{s}}}\mathbf {e} _{i_{1}}\,\otimes \,\mathbf {e} _{i_{2}}\,\otimes \,\ldots \,\otimes \,\mathbf {e} _{i_{s}}\,\otimes \,\mathbf {f} ^{j_{1}}\,\otimes \,\mathbf {f} ^{j_{2}}\,\otimes \,\ldots \,\otimes \,\mathbf {f} ^{j_{r}}.}
Используя соглашение Эйнштейна, это разложение можно записать как
{\displaystyle \tau ={\tau _{j_{1},j_{2},\ldots ,j_{r}}^{i_{1},i_{2},\ldots ,i_{n}}}\mathbf {e} _{i_{1}}\,\otimes \,\mathbf {e} _{i_{2}}\,\otimes \,\ldots \,\otimes \,\mathbf {e} _{i_{s}}\,\otimes \,\mathbf {f} ^{j_{1}}\,\otimes \,\mathbf {f} ^{j_{2}}\,\otimes \,\ldots \,\otimes \,\mathbf {f} ^{j_{r}}.}
Числа {\displaystyle \tau _{j_{1},j_{2},\ldots ,j_{r}}^{i_{1},i_{2},\ldots ,i_{s}}} называются компонентами тензора {\displaystyle \tau }.
Нижние индексы компонент тензора называются ковариантными, а верхние — контравариантными.
Например, разложение некоторого дважды ковариантного тензора {\displaystyle h} будет таким:
{\displaystyle h=\sum _{j,k}h_{jk}\mathbf {f} ^{j}\otimes \mathbf {f} ^{k}}

### Тензорное поле
Для так называемых гладких многообразий {\displaystyle M}, которые в общем случае не являются векторными пространствами, тензор может быть задан на так называемом касательном пространстве {\displaystyle T_{p}M} к точке {\displaystyle p} многообразия, поскольку касательное пространство является векторным пространством. Соответственно, тензор можно считать заданным в точке многообразия. Соответственно, гладкая функция (тензорозначная), ставящая в соответствие каждой точке многообразия тензор, есть тензорное поле.
Классический пример тензорного поля, называемого обычно просто тензором, -метрический тензор в римановых многообразиях (пространствах) и применяемый также в общей теории относительности.

## Примеры и применение тензоров

### Примеры тензоров сгруппированных по валентности
| ковариантный ранг (число нижних индексов) | 0 | 1                                                                                 | 2                                                                    | 3                                   | s                                                             |
| ----------------------------------------- | --- | --------------------------------------------------------------------------------- | -------------------------------------------------------------------- | ----------------------------------- | ------------------------------------------------------------- |
| 0                                         | Скаляр, длина вектора, интервал (теория относительности), скалярная кривизна | Вектор (алгебра), 4-векторы в СТО, например 4-вектор энергии-импульса (4-импульс) | Тензор энергии-импульса в ОТО, бивектор, обратный метрический тензор | Спин-тензор в квантовой теории поля | Поливектор                                                    |
| 1                                         | Ковектор, линейная форма, градиент скалярной функции | Линейный оператор {\displaystyle L:V\rightarrow V}, дельта Кронекера              |                                                                      |                                     |                                                               |
| 2                                         | Билинейная форма, Скалярное произведение, Метрический тензор, Тензор Риччи, Тензор кручения, Тензор электромагнитного поля, Тензор напряжений, Тензор деформаций, Квадрупольный момент | Линейное отображение {\displaystyle L:V^{2}\rightarrow V}                         | Тензор упругости (жёсткости)                                         |                                     |                                                               |
| 3                                         | Тензор Леви-Чивиты | Тензор кривизны Римана                                                            |                                                                      |                                     |                                                               |
| r                                         | Полилинейная форма, Форма объёма | Линейное отображение {\displaystyle L:V^{r}\rightarrow V}                         |                                                                      |                                     | Линейное отображение {\displaystyle L:V^{r}\rightarrow V^{s}} |

### Примеры тензоров в различных областях математики и физики
Тензоры широко применяются в различных разделах математики и физики. Многие уравнения в физике и математике, при использовании тензорной записи, становятся более короткими и удобными. Использование тензоров позволяет увидеть различные симметрии физических величин, уравнений и моделей, а также записать их в общековариантной форме (не зависящей от конкретной системы отсчёта).
В математике тензоры являются предметом исследования тензорного исчисления, включающего тензорную алгебру и тензорный анализ. В дифференциальной топологи и геометрии, изучающей гладкие (в том числе римановы) многообразия, рассматриваются различные тензоры: касательный вектор, билинейная форма, метрический тензор, градиент скалярной функции, связность или ковариантная производная, тензор кручения, тензор кривизны Римана и его свёртки — тензор Риччи и скалярная кривизна и т. д.
В физике термин тензор имеет тенденцию применяться только к тензорам над обычным физическим 3-мерным пространством или 4-мерным пространством-временем, или, в крайнем случае, над наиболее простыми и прямыми обобщениями этих пространств (хотя принципиальная возможность применения его в более общих случаях остаётся). Например, линейные операторы квантовой механики, могут быть интерпретированы как тензоры над некими абстрактными пространствами (пространствами состояний), но традиционно такое применение термина тензор практически не используется, как и вообще крайне редко используется для описания линейных операторов над бесконечномерными пространствами. Тензоры в физике широко используются в теориях, обладающих геометрической природой (таких, как общая теория относительности) или допускающих полную или значительную геометризацию (к таковым можно в значительной степени отнести практически все современные фундаментальные теории — электродинамика, релятивистская механика и т. д.), а также в теории анизотропных сред (которые могут быть анизотропны изначально, как кристаллы низкой симметрии, или вследствие своего движения или напряжений, как текущая жидкость или газ, или как деформированное твёрдое тело). Кроме того, тензоры широко используются в механике абсолютно твёрдого тела. Большинство тензоров в физике (не рассматривая скаляров и векторов) — второго ранга (с двумя индексами). Тензоры, имеющие большую валентность (такие, как тензор Римана в ОТО) встречаются, как правило, только в теориях, считающихся достаточно сложными, да и то нередко фигурируют в основном в виде своих свёрток меньшей валентности. Большинство тензоров в физике симметрично или антисимметрично.
Ниже представлена таблица применения тензоров в физике по направлениям.
| Раздел науки                              | Тензоры и их применение |
| ----------------------------------------- | --- |
| Специальная теория относительности (СТО)  | 4-векторы, в том числе 4-вектор координат в 4-мерном пространстве-времени Минковского, метрический тензор, интервал (теория относительности) («длина» в этом пространстве); 4-тензоры применяются для обозначения любого тензора над четырёхмерным пространством-временем, повороты системы отсчёта в котором включают как обычные повороты трёхмерного пространства, так и переход между системами отсчёта, которые движутся с разными скоростями одна относительно другой. Это тензор над пространством 4-векторов, тензор, каждый индекс которого принимает четыре значения: одно «временно́е» и три «пространственных». Примером, является 4-импульс (4-вектор энергии-импульса); |
| Общая теория относительности (ОТО)        | метрический тензор над псевдоримановым 4-мерным многообразием, являющийся в ОТО развитием понятия ньютоновского гравитационного потенциала и получающиеся из него свёртки тензора кривизны Римана — тензор Риччи и скалярная кривизна (свёртка тензора Риччи), связанные в этой же теории с энергией гравитационного поля и непосредственно входящие в основное уравнение теории (в левой части уравнения Эйнштейна они совместно образуют т. н. тензор Эйнштейна), тензор энергии-импульса материальных полей, входящие в правую часть уравнения Эйнштейна |
| Классическая электродинамика              | Тензор электромагнитного поля над пространством Минковского, содержащий напряжённости электрического и магнитного поля и являющийся главным объектом классической электродинамики в 4-мерной записи. В частности, уравнения Максвелла записываются с его помощью в виде единственного 4-мерного уравнения. |
| Теория упругости и Механика сплошных сред | Тензоры второго ранга над 3-мерным физическим пространством Тензор деформаций и тензор напряжений, связанные между собой через тензор упругости 4-го ранга. Также применяются модули упругости. |
| Квантовая теория поля                     | В релятивистской теории поля возникают тензор энергии-импульса и Спин-тензор, которые в КТП принимают вид линейных операторов над вектором состояния |
| Кинематика твёрдого тела                  | Важнейшую роль играет тензор инерции, связывающий угловую скорость с моментом импульса и кинетической энергией вращения. Этот тензор отличается от большинства других тензоров в физике, представляющих собой, вообще говоря, тензорные поля, тем, что один тензор характеризует одно абсолютно твёрдое тело, полностью определяя, вместе с массой, его инерцию |
| Теория поля                               | Квадрупольный момент и вообще тензоры, входящие в мультипольное разложение: всего один тензор целиком представляет момент распределения зарядов соответствующего порядка в данное время. |
| другие разделы                            | Многие величины, являющихся скалярными характеристиками вещества в случае изотропности последнего, являются тензорами в случае анизотропного вещества. Говоря конкретнее, это относится к субстанциальным коэффициентам, связывающим векторные величины или стоящие перед произведениями (в частности, квадратами) векторов. Примерами могут быть удельная электропроводность (также и обратное ей удельное сопротивление), теплопроводность, диэлектрическая восприимчивость и диэлектрическая проницаемость, скорость звука (зависящая от направления) и т. д. Часто в физике полезен псевдотензор Леви-Чивиты, входящий, например, в координатную запись векторного и смешанного произведений векторов. Компоненты этого тензора всегда записываются практически одинаково (с точностью до скалярного множителя, зависящего от метрики), а в правом ортонормированном базисе — совершенно одинаково всегда (каждая равна 0, +1 или −1). |

## Симметричные и антисимметричные тензоры
В различного рода приложениях часто возникают тензоры с определённым свойством симметрии.
Симметричным по двум ко-(контра-)вариантным индексам называется тензор, который не изменяется от перестановки этих индексов:
{\displaystyle {T_{{\underline {j_{1},j_{2}}},\ldots ,j_{r}}^{i_{1},i_{2},\ldots ,i_{s}}}={T_{{\underline {j_{2},j_{1}}},\ldots ,j_{r}}^{i_{1},i_{2},\ldots ,i_{s}}},\quad \forall j_{1},j_{2}=1..n} или {\displaystyle {T_{j_{1},j_{2},\ldots ,j_{r}}^{{\underline {i_{1},i_{2}}},\ldots ,i_{s}}}={T_{j_{1},j_{2},\ldots ,j_{r}}^{{\underline {i_{2},i_{1}}},\ldots ,i_{s}}},\quad \forall i_{1},i_{2}=1..n.}
При рассмотрении тензора как полилинейной функции это означает, что значение функции не меняется от перестановки этих двух аргументов местами.
Кососимметичным  (косая симметрия) или антисимметричным по двум ко-(контра-)вариантным индексам называется тензор, который при перестановке этих индексов меняет знак :
{\displaystyle T_{{\underline {j_{1},j_{2}}},\ldots ,j_{r}}^{i_{1},i_{2},\ldots ,i_{s}}=-T_{{\underline {j_{2},j_{1}}},\ldots ,j_{r}}^{i_{1},i_{2},\ldots ,i_{s}},\quad \forall j_{1},j_{2}=1..n} или {\displaystyle T_{j_{1},j_{2},\ldots ,j_{r}}^{{\underline {i_{1},i_{2}}},\ldots ,i_{s}}=-T_{j_{1},j_{2},\ldots ,j_{r}}^{{\underline {i_{2},i_{1}}},\ldots ,i_{s}},\quad \forall i_{1},i_{2}=1..n.}
При рассмотрении тензора как полилинейной функции это означает, что значение функции меняет знак от перестановки этих двух аргументов местами.
Эти определения естественным образом обобщаются на случай более чем двух индексов. Тензор симметричен  по набору индексов, если при любой перестановке индексов из этого набора тензор не изменяется. Тензор антисимметричен  по набору индексов, если он меняет знак при нечётной перестановке (получаемых нечётным числом перестановок двух индексов) и не меняется при чётных перестановках по этому набору индексов.
Симметрия или антисимметрия не обязательно должна охватывать только соседние индексы, она может включать в себя любые индексы, учитывая, правда, следующее: симметрия или антисимметрия может относиться только к индексам одного сорта: ко- или контравариантным. Симметрии же, смешивающие ко- и контравариантные индексы тензоров, как правило, не имеют особого смысла, так как, даже если они наблюдаются в компонентах, то разрушаются при переходе к другому базису отнесения (то есть неинвариантны). Впрочем, в присутствии метрического тензора, наличие операций поднятия или опускания индекса устраняет это неудобство, и ограничение этим по сути снимается, когда тензор представлен подходящим образом (так, например, тензор кривизны Римана {\displaystyle R_{mjkl}=g_{im}R_{jk\ell }^{i}} антисимметричен по первым двум и последним двум индексам).
Существуют и более сложные симметрии, например первое тождество Бьянки для тензора кривизны.

## Тензорные операции

### Стандартные линейные операции
Тензоры одинаковой валентности являются элементами некоторого линейного пространства и допускают операции суммирования и умножения на скаляр, аналогичные операциям на произвольном линейном пространстве. При умножении на скаляр каждый компонент тензора умножается на него (аналогично умножению вектора на скаляр). При сложении тензоров — складываются компоненты этих тензоров (тоже аналогично векторам).

### Тензорное произведение
Между тензорами произвольной валентности определена операция тензорного произведения.
В координатном представлении компоненты тензорного произведения по существу это всевозможные произведения соответствующих компонент умножаемых тензоров, например {\displaystyle P_{\ \ kl}^{ij}\ =A^{ij}B_{kl}}.
При рассмотрении тензоров как полилинейных функций тензорное произведение — это полилинейная функция, равная произведению множителей-полилинейных функций. Соответственно, если один множитель содержит {\displaystyle (s,r)} аргументов, второй — {\displaystyle (s',r')}, то их произведение — это функция от {\displaystyle (s+s',r+r')} аргументов:
{\displaystyle \varphi _{r+r'}^{s+s'}=\sigma _{r}^{s}\otimes \tau _{r'}^{s'}=\varphi (f_{1},..f_{s+s'},x^{1},..,x^{r+r'})=\sigma (f_{1},..,f_{s},x^{1},..,x^{r})\tau (f_{s+1},..,f_{s+s'},x^{r+1},..,x^{r+r'})}
Соответственно, произведением тензора ранга {\displaystyle (s,r)} на тензор ранга {\displaystyle (s',r')} является тензор суммарного ранга {\displaystyle (s+s',r+r')}.
Это ещё более очевидно, если использовать определение тензора как элемента тензорного произведения, а именно, если {\displaystyle \sigma \in T_{r}^{s}=\otimes _{r}^{s}V} и {\displaystyle \tau \in T_{r'}^{s'}=\otimes _{r'}^{s'}V} то их произведение
{\displaystyle \sigma \otimes \tau \in T_{r+r'}^{s+s'}=T_{r}^{s}\otimes T_{r'}^{s'}=(\otimes _{r}^{s}V)\otimes (\otimes _{r'}^{s'}V)=\otimes _{r+r'}^{s+s'}V}
Тем самым операция тензорного произведения делает из множества всех тензорных пространств на данном векторном пространстве так называемую биградуированную алгебру {\displaystyle \otimes V}.

### Свёртка
Правило подразумеваемого в записи Эйнштейна суммирования по так называемому немому индексу (когда в записи какой-то верхний и нижний индексы обозначены одной буквой) фактически определяет специфическую тензорную операцию, называемую свёрткой.

#### Свёртка тензора
Свёртка тензора — операция, понижающая валентность тензора, вычисляется суммированием по паре индексов (верхнего и нижнего, если они различаются) и пробегающих, оставаясь равными друг другу, все свои значения, например:
{\displaystyle A_{jkl}^{ji}=\sum _{j}A_{jkl}^{ji}=A_{kl}^{i}}
Итоговый тензор обозначается обычно той же буквой, несмотря на то, что это уже тензор другого ранга (количества индексов) на 2 меньше ранга исходного тензора.
В случае тензора типа (1,1) свёртка приводит в результате к одному числу, называемому следом тензора (по аналогии со следом След матрицы). След является инвариантной (не зависящей от базиса) величиной, скаляром (его иногда называют инвариантом тензора).

#### Свёртка нескольких тензоров
Операция свёртки применяется также и к двум или нескольким тензорам (в том числе между тензором и вектором), например:
{\displaystyle B_{m}^{i}A_{jk}^{m}=\sum _{m}B_{m}^{i}A_{jk}^{m}=C_{jk}^{i}}.
Эту операцию можно свести к последовательному тензорному умножению этих тензоров : {\displaystyle B_{l}^{i}A_{jk}^{m}=C_{ljk}^{im}} и затем свёртке получившегося тензора {\displaystyle C_{mjk}^{im}=C_{jk}^{i}}. Очевидно, эта операция линейна по всем входным каналам. Таким образом, свёртка с тензором реализует линейное или полилинейное отображение пространств тензоров на пространство тензоров (в общем случае — на другое), в частности, векторов на векторы и векторов на скаляры.
Свёртка вектора с тензором ранга два есть действие линейного оператора, определяемого этим тензором, на вектор:
{\displaystyle A_{j}^{i}v^{j}=\sum _{j}A_{j}^{i}v^{j}=u^{i}}.
Свёртка (однократная) двух тензоров валентности два реализует композицию линейных операторов, определяемых этими тензорами:
{\displaystyle B_{k}^{i}A_{j}^{k}=\sum _{k}B_{k}^{i}A_{j}^{k}=C_{j}^{i}}.
Свёртка вектора и ковектора {\displaystyle x^{i}x_{i}} даёт скаляр {\displaystyle d^{2}}- квадрат длины вектора:

#### Опускание и поднятие индекса
В пространствах с метрическим тензором (евклидовые и псевдоевклидовые пространства, римановы и псевдоримановые многообразия) определены операции опускания и поднятия индексов посредством свёртки с метрическим тензором (такие операции меняют характер валентности тензора, оставляя неизменным общий ранг тензора):
{\displaystyle x_{j}=g_{ij}x^{i}} — опускание индекса (переход от вектора к ковектору)
{\displaystyle x^{i}=g^{ij}x_{i}} — поднятие индекса (переход от ковектора к вектору) с помощью контравариантного метрического тензора (его матрица является обратной к обычному ковариантному метрическому тензору)
{\displaystyle R_{mjkl}=g_{im}R_{jk\ell }^{i}} — тензор кривизны Римана типа (1,3) преобразуется в полностью ковариантный тензор типа (0,4)
Операции опускания и поднятия индексов позволяют определить инварианты полностью ковариантных или полностью контравариантных тензоров. Например, дважды ковариантный тензор Риччи можно привести к смешанному виду {\displaystyle R_{j}^{k}=g^{ki}R_{ij}} и применить операцию свёртки получившегося тензора. Эти две операции можно просто свести к свёртке тензора Риччи с метрическим тензором сразу по паре индексов: {\displaystyle R=g^{ij}R_{ij}}. Полученная величина называется скалярной кривизной. Она не зависит от выбора базиса в пространстве.

### Симметризация и антисимметризация
Симметризация и антисимметризация — конструирование тензора того же типа с определённым видом симметрии. Для примера, симметризация тензора {\displaystyle T_{ij}} — это симметричный тензор {\displaystyle \scriptstyle T_{(ij)}={1 \over 2}\left(T_{ij}+T_{ji}\right)}, а антисимметризация — антисимметричный тензор {\displaystyle \scriptstyle T_{[ij]}={1 \over 2}\left(T_{ij}-T_{ji}\right)}.
В общем случае симметризация по {\displaystyle n} индексам имеет вид
{\displaystyle T_{(i_{1}\ldots i_{n})}={1 \over n!}\sum _{\sigma }T_{\sigma (i_{1})\ldots \sigma (i_{n})},}
а антисимметризация (альтернирование):
{\displaystyle T_{[i_{1}\ldots i_{n}]}={1 \over n!}\sum _{\sigma }\mathrm {sign} \,(\sigma )T_{\sigma (i_{1})\ldots \sigma (i_{n})}}
Здесь {\displaystyle \sigma } — всевозможные перестановки индексов {\displaystyle i_{1},\ldots ,i_{n},} а {\displaystyle \mathrm {sign} \,(\sigma )} — чётность перестановки {\displaystyle \sigma .}.
Разумеется, не обязательно симметризовать тензор по всем индексам, здесь это используется лишь для упрощения записи.
Если {\displaystyle T_{i_{1}\ldots i_{n}}} симметричен по {\displaystyle i_{1}\ldots i_{n},} то симметризация по этим индексам совпадает с {\displaystyle T,} а антисимметризация даёт нулевой тензор. Аналогично в случае антисимметричности по некоторым индексам.
Если {\displaystyle T_{ij}\in V\otimes V,} то {\displaystyle T_{(ij)}\in V\vee V,} {\displaystyle T_{[ij]}\in V\wedge V.} Здесь {\displaystyle \vee } — симметричное, а {\displaystyle \wedge } — внешнее произведение векторных пространств.

## Связанные понятия и обобщения

### Тензоры в бесконечномерных пространствах
Понятие тензора формально можно обобщить на случай бесконечномерных линейных пространств. Обобщения тензоров на топологические пространства осуществляется путём введения топологического тензорного произведения.
Для корректного определения тензоров на таких пространствах необходимо выполнение свойства рефлексивности этого пространства, то есть оно должно быть канонически изоморфно своему второму сопряжённому пространству (конечномерные пространства этим свойством обладают все). Тогда, например, определение в форме полилинейных функций имеет корректный смысл и приводит к тому, что векторы и линейные операторы на таких пространствах являются тензорами.
В частности тензоры определяются на гильбертовых пространствах и тогда линейные отображения в гильбертовых пространствах являются тензорами. Тем не менее, в приложениях (в физике), обычно термин «тензор» к таким объектам не применяется (например, операторы в квантовой физике, изображающие различные физические величины, являются по существу тензорами в гильбертовом пространстве, тем не менее таковыми их обычно не называют).

### Девиатор и шаровая часть
Любой тензор второго ранга {\displaystyle \sigma _{ij}} может быть представлен в виде суммы девиатора {\displaystyle s_{ij}} и шаровой части:
{\displaystyle \sigma _{ij}=-p\delta _{ij}+s_{ij},\quad p=-{\frac {\sum _{i=1}^{N}\sigma _{i}}{N}}.}
Здесь {\displaystyle \sigma _{i}} — собственные значения тензора. Собственные значения девиатора {\displaystyle s_{i}} связаны с собственными значениями тензора: {\displaystyle s_{i}=\sigma _{i}+p,\ i=1,\dots ,N}. Понятие девиатора широко применяется в механике сплошных сред.